# آسپیر
آسپیر (انگلیسی: Aspyr) شرکت بازی ویدئویی آمریکایی است، که در سال ۱۹۹۶ تأسیس شد.